# Ekuan Kenji
Ekuan Kenji (榮久庵 憲司 (Vinh Cửu Am Hiến Ti) Ekuan Kenji,  11 tháng 9 năm 1929 – 8 tháng 2 năm 2015) là một nhà thiết kế công nghiệp người Nhật Bản, được biết đến nhiều nhất với việc sáng tạo ra thiết kế bình đựng nước tương của Kikkoman.

## Tiểu sử
Sinh tại Tokyo vào ngày 11 tháng 9 năm 1929, Ekuan dành tuổi trẻ của mình ở Hawaii. Vào thời gian cuối Chiến tranh thế giới thứ hai, ông di chuyển tới Hiroshima, nơi ông chứng kiến vụ ném bom nguyên tử của thành phố, trong đó ông đã mất em gái và cha của mình, một tăng nhân Phật giáo. Ông nói rằng sự tàn phá đã thúc đẩy ông trở thành một "người sáng tạo sự vật".  Sau đó, ông theo học Đại học Mỹ thuật và Âm nhạc Tokyo (ngày nay là Đại học Nghệ thuật Tokyo). Năm 1957, ông đồng sáng lập Phòng thí nghiệm Thiết kế Công nghiệp GK (ＧＫインダストリアルデザイン研究所). "GK" viết tắt của "Group of Koike" (Nhóm của Koike), với Koike là tên của một giáo sư của đại học hợp tác trong dự án.
Năm 1970, ông trở thành chủ tịch của Hiệp hội các Nhà thiết kế Công nghiệp Nhật Bản (Japan Industrial Designers' Association), và năm năm sau, ông được bầu làm chủ tịch của Hội đồng Quốc tế về Cộng đồng Thiết kế Công nghiệp (Icsid).
Trong suốt cuộc đời của mình, ông từng là chủ tịch của Viện Thiết kế Nhật Bản, chủ nhiệm khoa của Đại học Văn hoá Nghệ thuật Shizuoka và là người uỷ thác của Art Center College of Design.
Ekuan mất tại một bệnh viện ở Tokyo vào ngày 8 tháng 2 năm 2015, hưởng thọ 85 tuổi.

## Một số tác phẩm
Sản phẩm mà Ekuan giám sát việc thiết kế bao gồm những dự án sau đây.
- Thiết kế chai nước tương của Kikkoman, 1961[6]
- Thiết kế xe mô tô Yamaha VMAX, 2008[6]

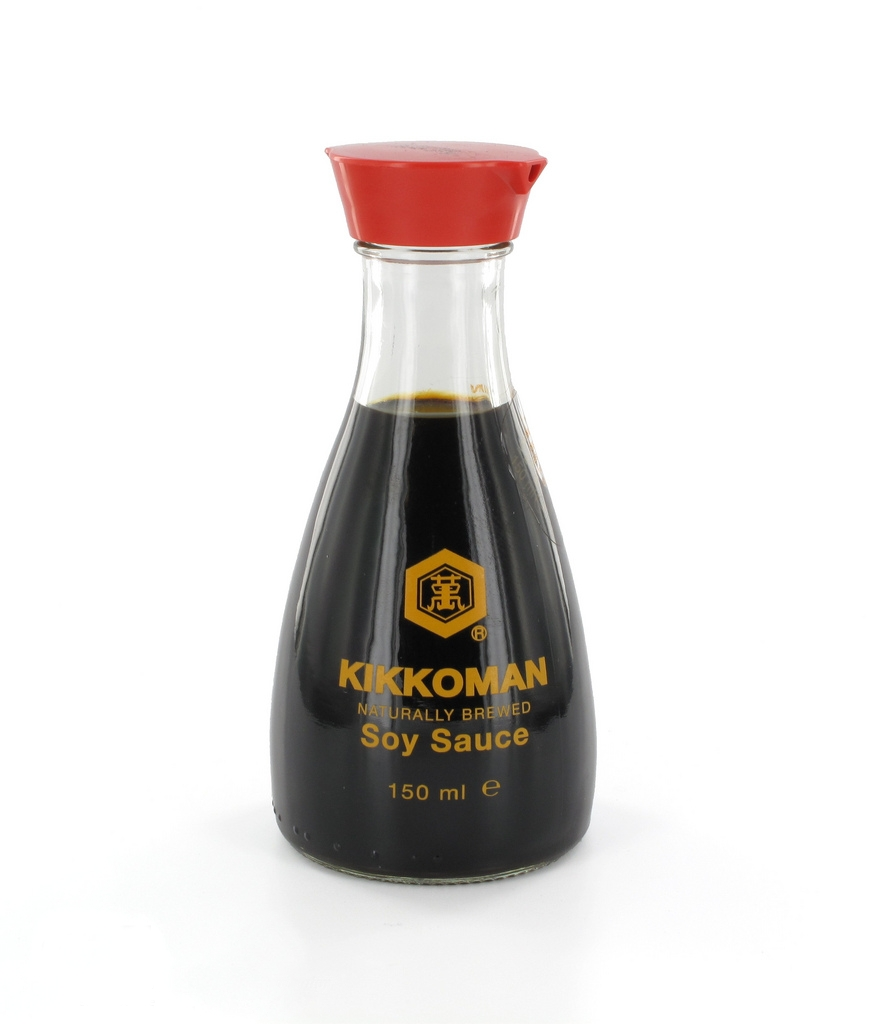
Chai nước tương của Kikkoman
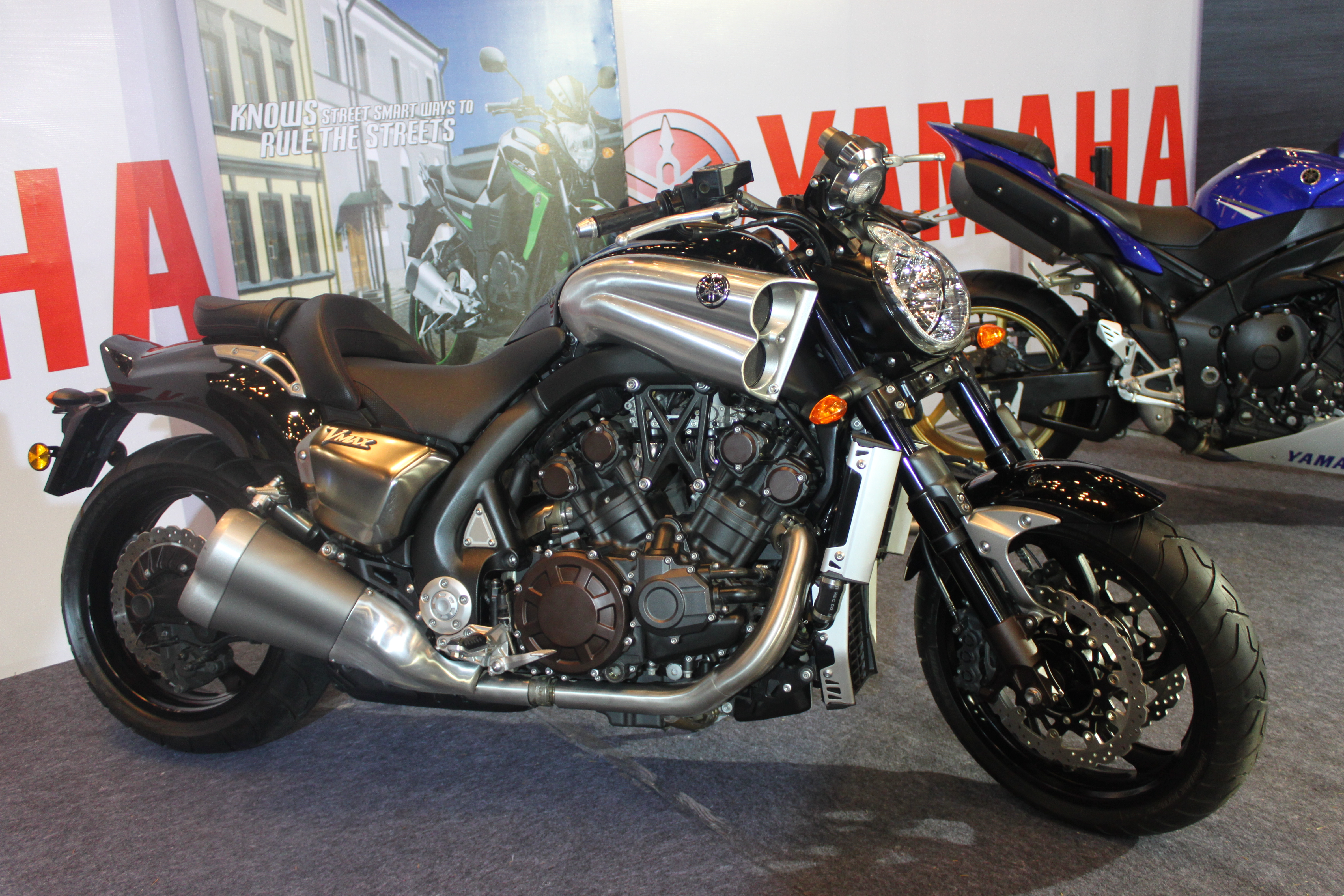
Yamaha VMAX

### Phương tiện đường sắt
- Tàu loại 253 series của Narita Express, 1991[6]
- Tàu loại E3 Series Shinkansen của Komachi, 1997[6]
- Tàu loại E259 series của Narita Express, 2009[6]

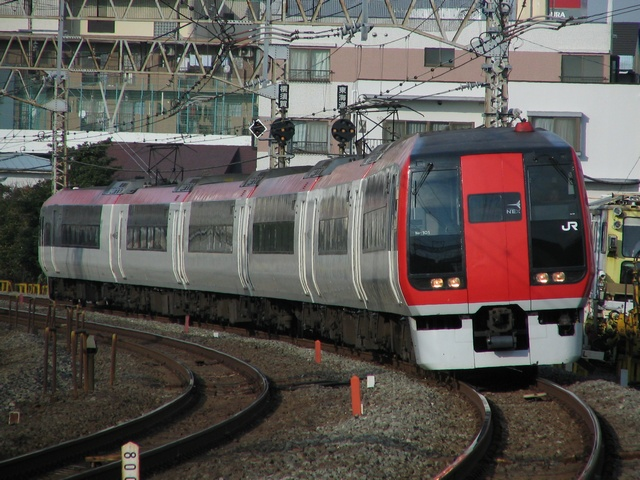
Tàu loại 253 series Narita Express
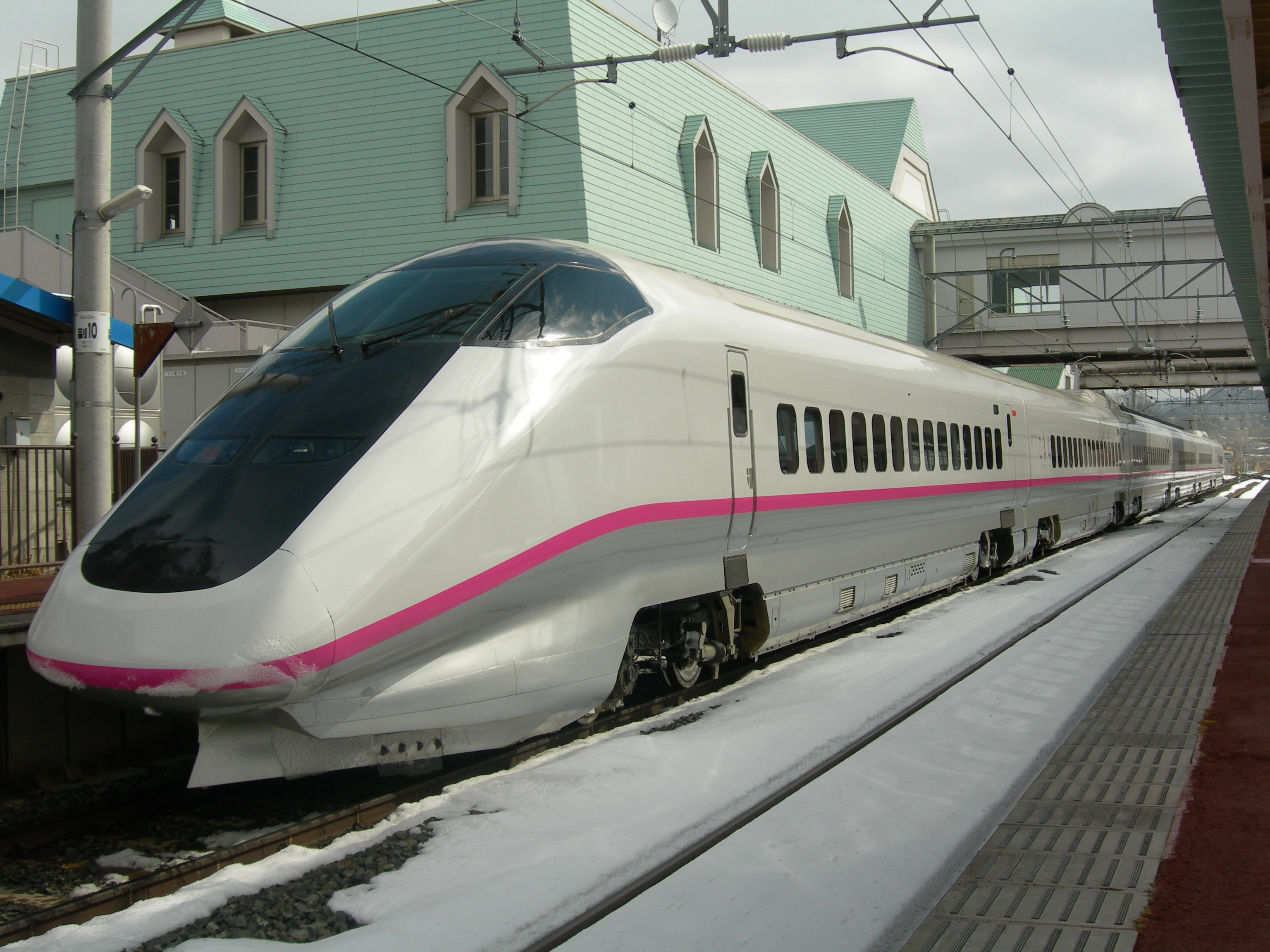
E3 Series Shinkansen
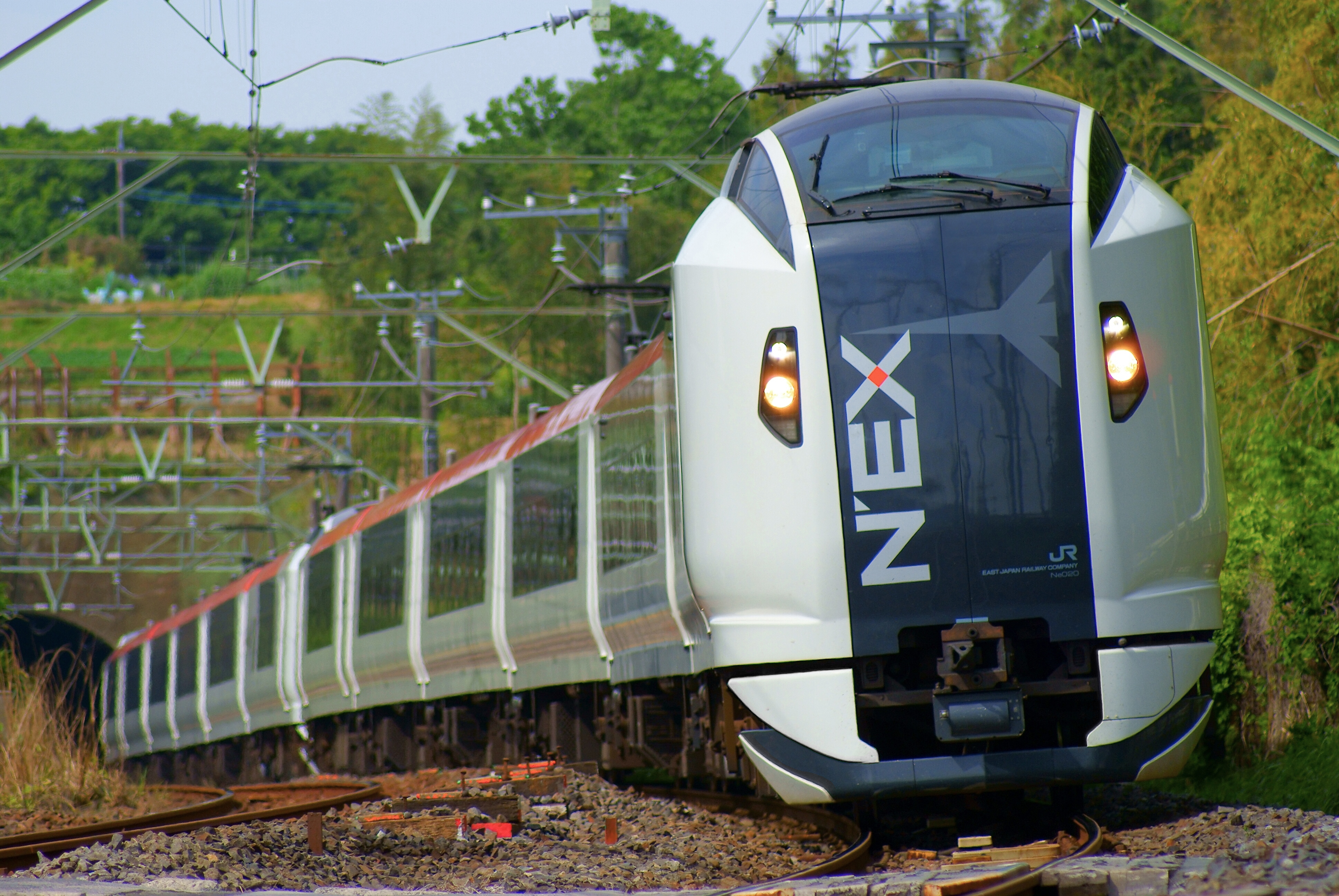
Tàu loại E259 series Narita Express
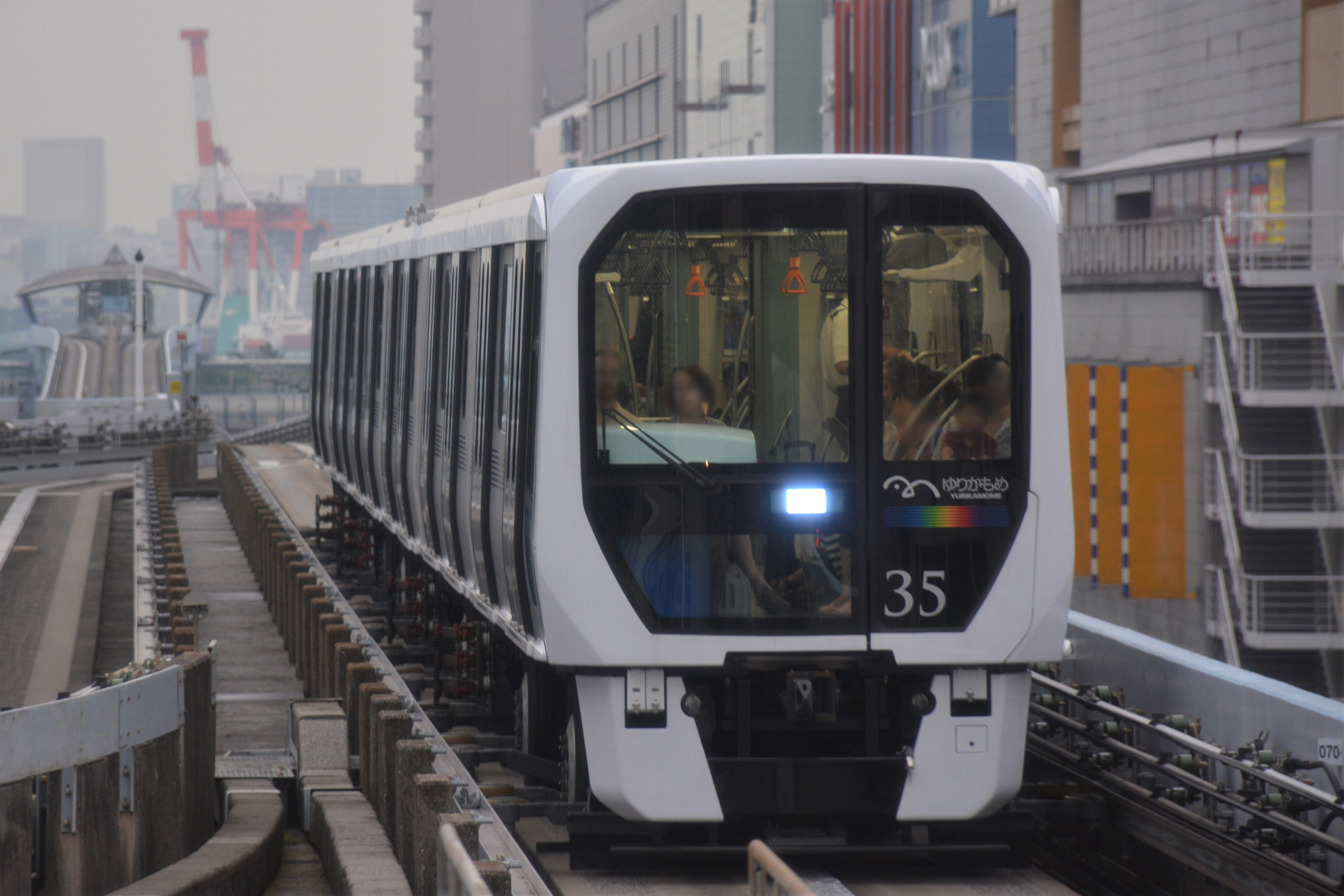
Tàu điện Yurikamome 7300 series

### Biểu tượng (logo)
- Biểu tượng của Chính phủ Thủ đô Tokyo, 1989
- Biểu tượng của chuỗi cửa hàng tiện lợi Ministop[7]
- Biểu tượng của Hiệp hội Đua ngựa Nhật Bản (Japan Racing Association)[8]

Biểu tượng của Chính phủ Thủ đô Tokyo
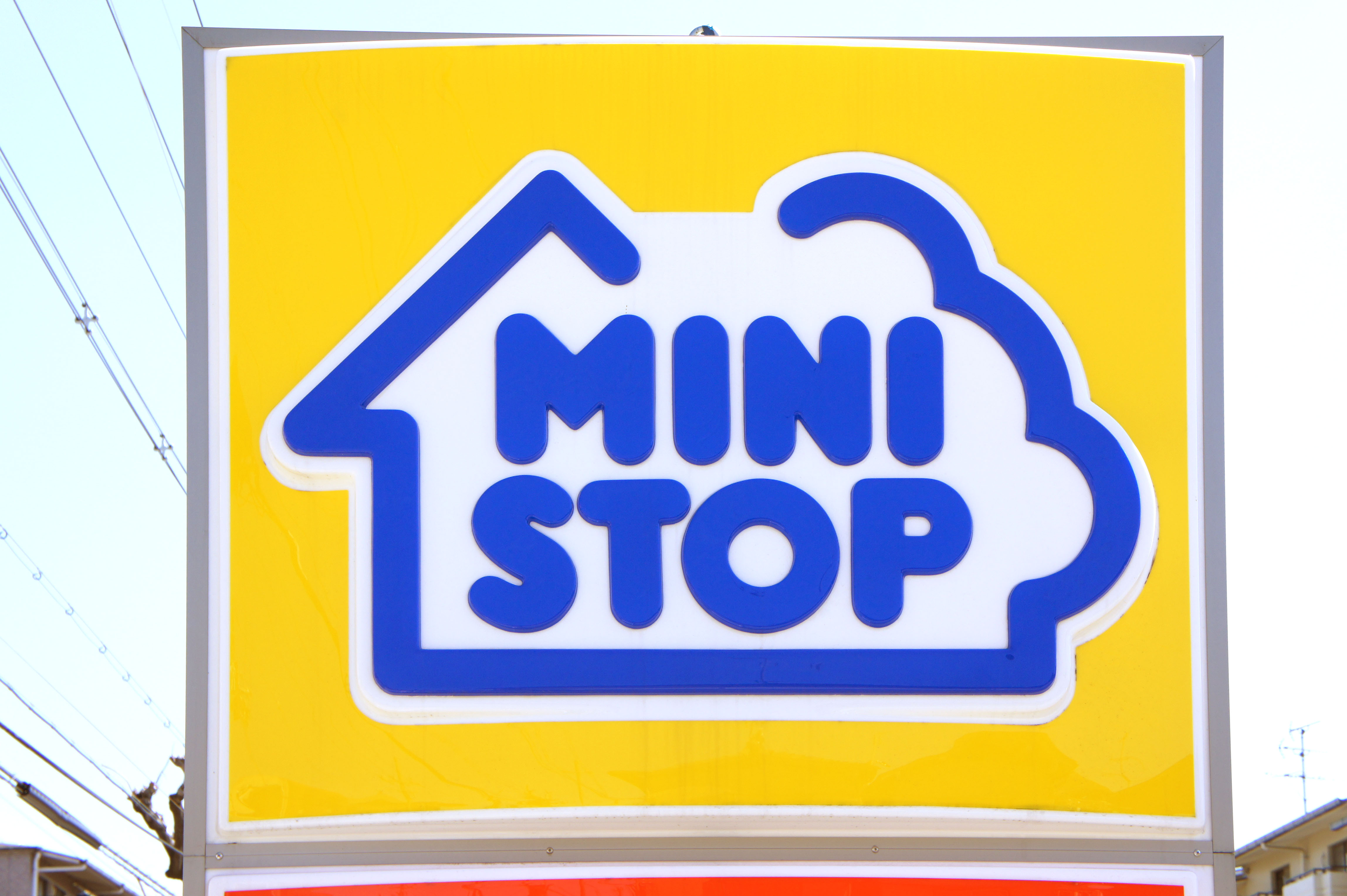
Biểu tượng của cửa hàng Ministop
Biểu tượng của Hiệp hội Đua ngựa Nhật Bản

Ông cũng từng là đồng tổng sản xuất của Triển lãm Thiết kế Thế giới (World Design Exposition) 1989 tổ chức tại Nagoya.

## Vinh danh và giải thưởng
- 1979: Colin King Grand Prix - Hội đồng Quốc tế về Cộng đồng Thiết kế Công nghiệp (Icsid)[9]
- 1995: Huân chương Ngài Misha Black[10]
- 1997: Huân chương về Nghệ thuật và Văn học (Ordre des Arts et des Lettres) - Bộ Văn hóa Pháp[5]
- 2000: Huân chương Mặt Trời Mọc, Tia vàng với Nơ hình hoa hồng[9]
- 2003: Lucky Strike Designer Award - Raymond Loewy Foundation[11]
- 2004: Huân chương Sư tử Phần Lan, tước vị Chỉ huy[12]
- 2014: Compasso d'Oro cho Thành tựu Trọn đời - Associazione per il Disegno Industriale (Hiệp hội Thiết kế công nghiệp)[13]

## Sách đã xuất bản
- Kenji Ekuan (ngày 1 tháng 3 năm 1998). The Aesthetics of the Japanese Lunchbox. Diane Publishing Company. ISBN 978-0-7567-7620-6.